# جامعة اليرموك الخاصة
 جامعة اليرموك الخاصة  هي جامعة سورية خاصة تعتمد أحدث النظم العالمية في مجال التعليم وتتبادل الخبرات مع مؤسسات وجامعات عربية وعالمية .
تقع على الطريق الدولي بين دمشق ودرعا وعلى مسافة 45 كم من مدينة دمشق وتتوسط بموقعها أربع محافظات هي درعا والسويداء ودمشق والقنيطرة .

## الكليات
- كلية هندسة المعلوماتية والاتصالات
- كلية الهندسة المدنية والمعمارية والبيئية
- كلية التصميم والفنون التطبيقية
- كلية العلوم الإدارية والمالية
- كلية الصيدلة